# Black Uhuru

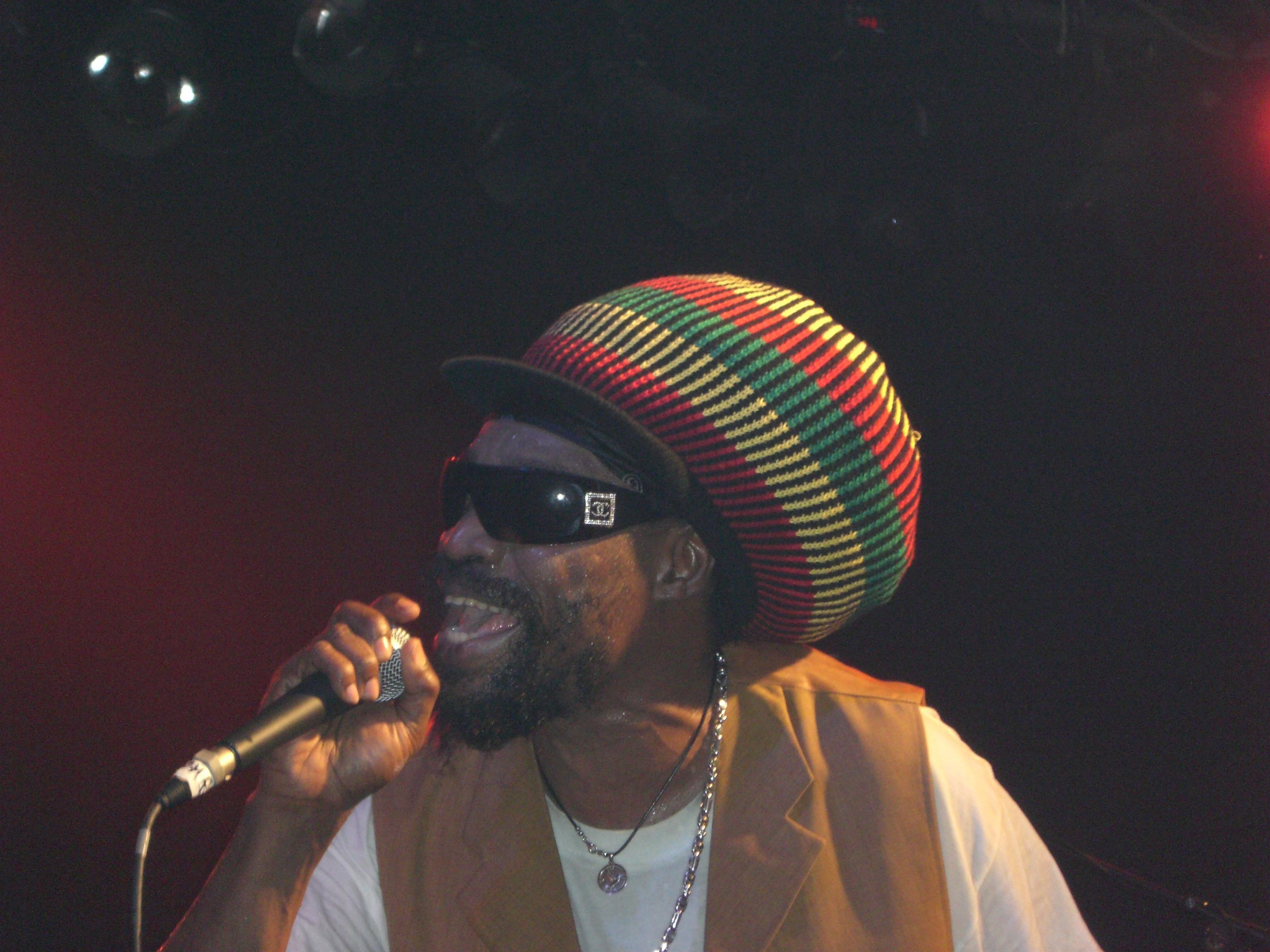
Michael Rose van Black Uhuru live in Dortmund

Black Uhuru is een Jamaicaanse reggaeband uit Kingston. De band is vooral bekend van de hits Shine eye gal, Guess who’s coming to dinner en What is life? Black Uhuru was de eerste band die een Grammy won in de categorie Reggae, nadat deze categorie in 1985 was toegevoegd. De naam Black Uhuru betekent Zwarte Vrijheid, Uhuru is Swahili voor vrijheid.

## Samenstelling
Black Uhuru werd in 1974 opgericht en bestond oorspronkelijk uit Ervin "Don Carlos" Spencer, Rudolph "Garth" Dennis en Derek "Duckie" Simpson. De groep heeft door de jaren heen in veel verschillende samenstellingen bestaan. Don Carlos en Garth Dennis verlieten al na enige jaren de band om soloprojecten te starten. Duckie Simpson ging wel verder met de band, waar hij als enige lid altijd deel van uit bleef maken.
Don Carlos en Garth Dennis werden vanaf 1977 vervangen door Michael Rose en Errol Nelson. Nelson verliet de band echter alweer na een jaar en werd in 1978 op zijn beurt vervangen door zangeres Sandra "Puma" Jones. Het bekende duo Sly Dunbar en Robbie Shakespeare voegde zich in deze periode ook tijdelijk bij de band als producers en als muzikanten op drums en basgitaar. In deze tijd nam Black Uhuru haar bekendste albums op; Sinsemilla, Red, Chill Out en Anthem, het album waarvoor ze de Grammy Award ontvingen. Black Uhuru werd een van de populairste reggaebands ter wereld en ging op tournee met The Police en de Rolling Stones.
In 1985 ontstond er een conflict tussen leadzanger Michael Rose en oprichter Simpson, waarna Rose de band verliet. Hij werd vervangen door Junior Reid, die na een paar platen weer verdween. Ook Puma Jones verliet de band in 1987 en ze overleed drie jaar later aan borstkanker.
Black Uhuru was zo goed als opgeheven toen Simpson de band in 1990 herenigde met de oorspronkelijke leden Don Carlos en Garth Dennis. Gedurende de jaren negentig namen de drie weer platen op en gingen samen op tournee. Aan het eind van de jaren negentig ontstond er een nieuw conflict waarna Carlos en Dennis de band weer verlieten. Zij spanden als medeoprichters van de band een rechtszaak aan tegen Simpson over het gebruik van de naam Black Uhuru, maar dit werd door Simpson gewonnen.
Hierna volgden diverse jonge zangers en zangeressen elkaar op totdat in 2004 bekend werd gemaakt dat Michael Rose zich weer bij de band had gevoegd. Samen met zangeres Kay Starr treedt de band tegenwoordig op onder de naam Black Uhuru feat. Michael Rose. In 2009 heeft Andrew Bees Michael Rose vervangen als leadsinger.

## Discografie
Samenstelling: Derek "Duckie" Simpson, Michael Rose, Errol "Tarzan" Nelson
- 1977 - Love Crisis
- 1981 - Black Sounds of Freedom ("Love Crisis" reedition)

Samenstelling: Derek "Duckie" Simpson, Michael Rose, Sandra "Puma" Jones
- 1979 - Showcase
- 1980 - Black Uhuru
- 1980 - Sinsemilia
- 1981 - Red (Puma Jones was niet aanwezig bij de opnames van dit album)
- 1982 - Chill Out
- 1983 - Guess Who's Coming To Dinner ("Black Uhuru" reedition)
- 1983 - Anthem

Samenstelling: Derek Simpson, Delroy "Junior" Reid, Sandra "Puma" Jones
- 1986 - Brutal
- 1987 - Positive (Puma jones vervangen door Olafunke)

Samenstelling: Derek "Duckie" Simpson, Garth Dennis, Don Carlos
- 1990 - Now
- 1991 - Iron Storm
- 1993 - Mystical truth
- 1994 - Strongg

Samenstelling: Derek "Duckie" Simpson, Jenifah Nyah, Andrew Bees
- 1998 - Unification
- 2001 - Dynasty (Jenifah Nyah heeft bij dit album de groep verlaten)

Samenstelling : Derrek Simpson Kaye Starr, Andrew Bees
- 2009 - As The World Turns (nooit uitgebracht)
- 2012 - Gideon

Live-/dubalbums:
- 1982 - Uhuru in Dub
- 1982 - Tear It Up - Live (album en video)
- 1983 - The Dub Factor
- 1986 - Brutal Dub
- 1987 - The Positive Dub
- 1988 - Live
- 1988 - Live In New York City
- 1990 - Now Dub
- 1990 - Love Dub (("Uhuru In Dub" reedition)
- 1992 - Iron Storm Dub
- 1992 - Live in San Diego
- 1993 - Mystical Truth Dub
- 1994 - Strongg Dubb
- 2000 - Live 1984
- 2001 - In Dub
- 2001 – Dubbin'It Live (zomer 2001, Paléo Festival)(Featuring Kay Starr en Sly and Robbie)